# Schefflera dolichostyla
Schefflera dolichostyla es una especie de fanerógama en la familia de Araliaceae.

## Distribución y hábitat
Es endémica de Bolivia, Ecuador, Perú.

## Taxonomía
Schefflera dolichostyla fue descrito por Hermann Harms y publicado en Botanische Jahrbücher für Systematik, Pflanzengeschichte und Pflanzengeographie 42(1): 152. 1908.
Etimología
Schefflera nombre genérico que fue nombrado en honor del botánico alemán del siglo XIX Jacob Christian Scheffler, que escribió sobre el género Asarum.
dolichostyla: epíteto